# Lidová demokracie
Lidová demokracie (též lidová republika nebo lidově demokratická republika) je označení reálně socialistických politických systémů, v nichž má vedoucí úlohu komunistická strana či skupina stran pod vedením komunistické strany. Marxismus-leninismus vykládal lidovou demokracii jako novou formu diktatury proletariátu, jež vznikla v několika evropských a asijských zemích po druhé světové válce.
Tato forma státu vznikla po první světové válce v satelitech Sovětského svazu (Mongolsko a podobně), ale uplatnila se hlavně po druhé světové válce v komunistických zemích střední Evropy, tvořících celek známý jako východní blok. Tehdy byla lidová demokracie považována za jakousi přechodnou fázi mezi kapitalismem a rozvinutým socialismem.
Státy s lidově demokratickým státním zřízením se oficiálně lišily od Sovětského svazu a jiných zemí hlavně jinou politickou strukturou, která však fungovala se stejným výsledkem jako v SSSR. Sice existovalo více stran, ale permanentní vládní koalice, označovaná jako národní či vlastenecká fronta, dodržovala jednotný postup, který určovala strana komunistická. Dalšími rozdíly bylo například i jiné uspořádání státních institucí a možnost omezeného soukromého vlastnictví půdy.
Příklady ze střední Evropy jsou Československo (1948–1989), Maďarská lidová republika, Polská lidová republika. Jako lidové demokracie se ovšem označovaly (nebo dodnes označují) i některé další země, například Čínská lidová republika, Laos, Severní Vietnam, Kuba nebo Korejská lidově demokratická republika.
V Československu bylo v letech 1948 až 50 takzvané rozvracení lidovědemokratického zřízení trestným činem proti státu podle zákona na ochranu republiky. I v dalších letech byl tento termín hojně užíván v politických procesech a k zastrašování.